# 黄长著
黄长著（1942年5月—），汉族，重庆人，中华人民共和国语言学、情报学、图书馆学家。1964年毕业于四川外语学院。作品有《各国语言手册》、《世界语言的分类》、《全球化背景下的世界诸语言：使用及分布格局的变化》、《语言多样性与文化传承》等。